# バルボフィラム・カルンキュラタム
バルボフィラム・カルンキュラタム Bulbophyllum carunculatum は、マメヅタラン属のラン科植物。この類では大きな黄色い花を付ける。ただし匂いは臭い。

## 特徴
常緑性の草本で着生植物。偽球茎は互いに接して着き、卵形で長さは4cm程になる。葉は楕円形で肉厚、長さは20-25cmになる。花茎は長さ30cm以上に達し、先端近くに複数の花を付けるが、1輪ずつ開花する。花は長さが10cmに達する。萼片と側花弁はいずれも鮮黄色で光沢がある。側萼片は互いに沿うように伸びるが、互いにくっつかない。側花弁は萼片より短い。唇弁は肉質で黒紫色、基部は塊状になっており、先端は肉質の棒状になり、表面には疣状の突起がある。花は腐肉のような悪臭を放ち、ハエを誘引する。

## 分布と生育環境
フィリピンに産する。高温多湿な熱帯雨林に生育し、半日陰の樹幹に着生するか、倒木の上などに見られる。

## 利用
洋ランとして栽培される。ただし広く普及はしていない。本属のものでは花が大きい方であり、また鮮やかな黄色が美しい。ただし香りは悪い。

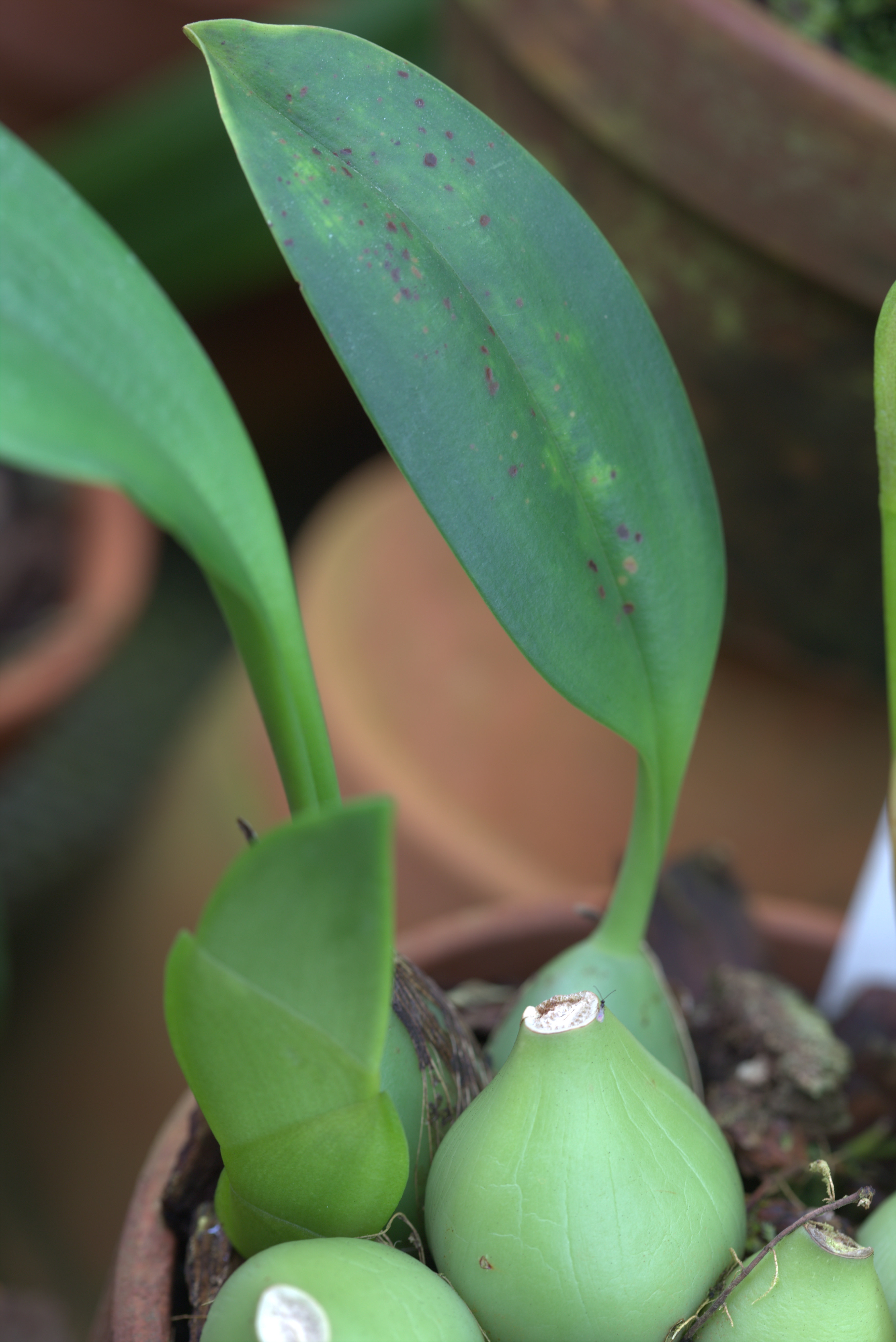
偽鱗茎と葉
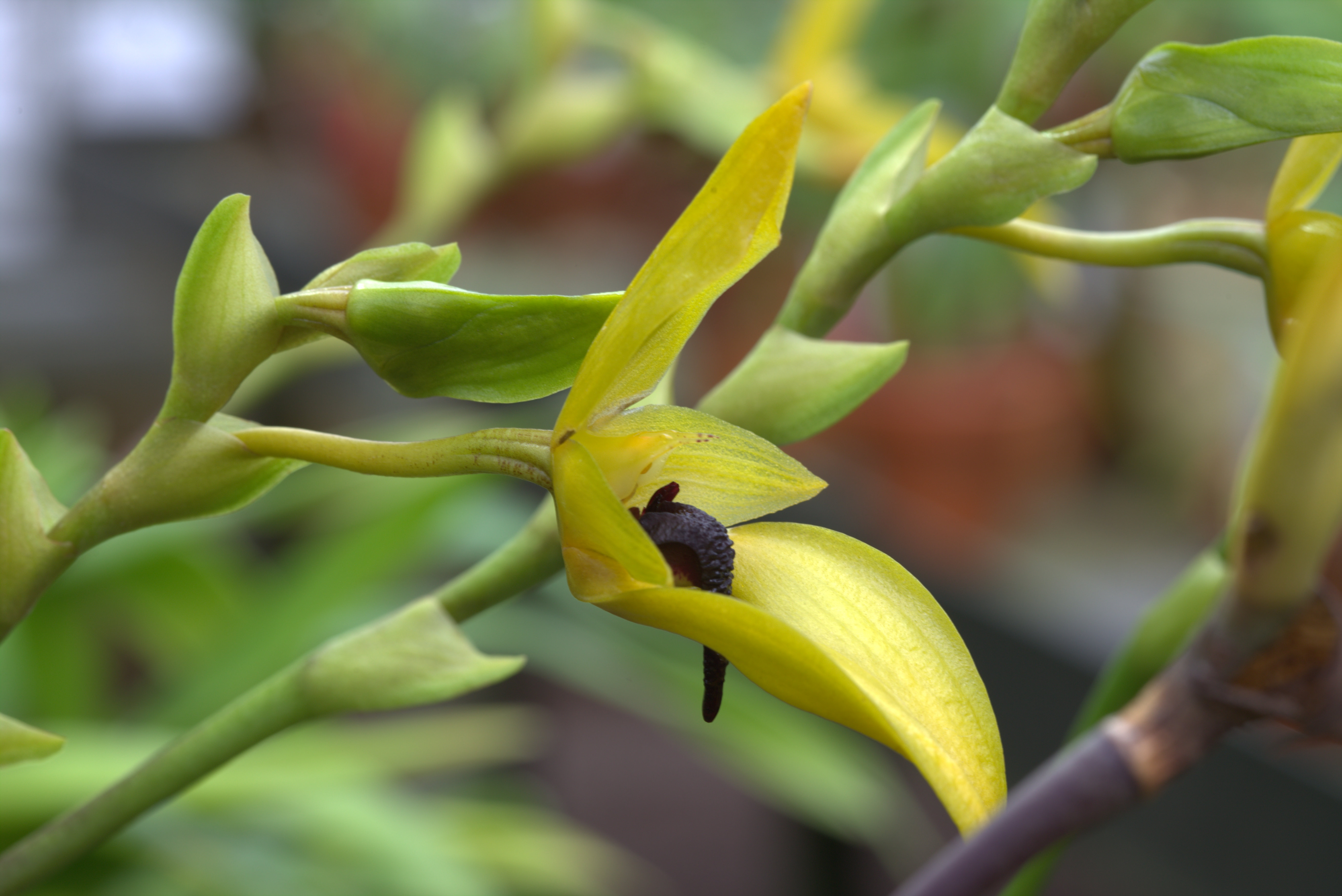
花の側面と唇弁の形